# Tony Hendrik
Tony Hendrik (eigentlich Dieter Lünstedt; * 4. März 1945 in Bederkesa) ist ein deutscher Musikproduzent, Komponist und Inhaber eines Plattenlabels. Er arbeitete auch unter dem Pseudonym Dee Dee Halligan.

## Tony Hendrik Five
Tony Hendrik machte sein Abitur in Rendsburg und gründete zunächst die Beatband „Hendrik & The Luniks“, die im Hamburger Star-Club auftrat. Er verließ 1966 seine Heimatstadt, um in Köln Jura zu studieren, wo sein Vater als Berufssoldat stationiert war. Dort gründete er „The Big Three“, die um einen Mann erweitert wurde und dann „Tony Hendrik Four“ hieß. Die erste Single Big Boss Man / Early Bird als „Tony Hendrik Five“ erschien 1966. Early Bird war auch auf der Sonocord-Kompilations-LP Pop-History 1966 enthalten. Im Jahre 1967 kam ihre einzige LP Nightflight auf den Markt, die einen ungewöhnlichen Stilmix der unterschiedlichsten Einflüsse enthielt. Ihre Liner Notes erwähnen als Mitglieder Tony Hendrik (Gitarre/Gesang), Eric Folkert (Bassgitarre), Frieder Reynard (Orgel), Ron David (Schlagzeug) und Tim Norvo (Saxophon).
Insbesondere in ihrer Anfangszeit präsentierte sich die Band als reine Coverband, die allerdings eher unbekannte Fremdkompositionen übernahm. Als nächste Single erschien O Sole Mio / Down by the Riverside (April 1967), gefolgt von Merry-Go-Round / Mistreated Man (Dezember 1967) mit Bläsersektion. Die Band bestand zu der Zeit neben Hendrik noch aus Peter Schild (Keyboards), Gerry Fleming (Gerd Flamminger; Bassgitarre) und Ron David (Schlagzeug). Bis Mitte der 60er Jahre war Tommy Engel Schlagzeuger, der von der Kölner Coverband „Shooting Stars“ kam und später als Frontmann der Bläck Fööss bekannt wurde. Als „The Tony Hendrik Five“ wechselten sie ab der Single The Grooviest Girl in the World / Majestic World (März 1969) zur Deutschen Vogue. Ihre Besetzung bestand zu jener Zeit aus Hendrik, Peter Schild (Keyboards), Hilarius „Hilli“ Dietmar Hillnhütter („Hilli Korn“; Bassgitarre bis 1971) und Günther Steinborn (Schlagzeug bis 1972), der bereits bei „Merry-Go-Round“ und „Grooviest Girl in the World“ als Studiodrummer mitwirkte und 1969 Ron David ablöste. Zwischendurch machte Hendrik eine Soloaufnahme mit der Single Bis ans Ende aller Tage / Hunderttausend Jahre (1970). Wieder als „Tony Hendrik Five“ firmierten sie bei „Work All Day“, Renée, Rovin’ Man, Hey Carolina Mary (1971). Die nächste Single Baby, How Are You (komponiert von Hendrik) / Some Kinda Fun erschien bei Hansa Records (Oktober 1972) und erreichte in Österreich Rang 20 in der Hitparade im Juni 1973.
Die 9 Singles zwischen 1966 und 1972 der „Tony Hendrik Five“ offenbaren keinen konsequenten eigenständigen Stil und auch kein individuelles Gruppenimage mit Wiedererkennungswert. Dennoch gelang es „Tony Hendrik Five“ als einer der wenigen Kölner Beatbands, mehr als eine Single aufzunehmen.
Hendrik schrieb die im April 1969 von Ron Gordon (Rolf Kutscher) veröffentlichte Single Himmel auf Erden / Angela Allison (Vogue 14863), Hendrik selbst trat unter dem Pseudonym John Eichendorff mit seiner Eigenkomposition Julia am 30. Mai 1970 in der ZDF-Hitparade selbst auf (Vogue 14999), weil zunächst kein anderer Interpret gefunden werden konnte. Erst später übernahmen die Flippers den Song, der als deren dritte Single nach Veröffentlichung am 15. September 1970 Rang 32 der deutschen Charts erreichte. In den österreichischen Charts erreichten die Flippers mit Julia Rang 20.

## Produzent für andere Interpreten

Dennie Christian – Rosamunde

Bei Hansa Records produzierte er 1970 für die Progressive-Rock-Formation „Nosferatu“ deren einziges, gleichnamiges Album. Es folgte die aus Teilen der „Tony Hendrik Five“ rekrutierte Progressive-Rock-Gruppe „Andromeda“ (Hendrik/Steinborn/Schild), deren gleichnamiges und einziges Album er ebenfalls produzierte. Die Single Galaxy / Andromeda wurde 1971 aus der Debüt-LP ausgekoppelt. Toningenieur war der später zur Legende gewordene Conny Planck. Andromeda war eines seiner ersten Arbeiten.
Ab Mai 1972 produzierte er das Schlager-Duo Phil & John, das bis 1976 insgesamt 11 Singles herausbrachte. Sieben hiervon gelangten auf mittlere Positionen der deutschen Hitparade, wovon die erste Single Hello, Mary Lou im Juni 1972 mit Rang 20 am besten abschnitt. Sogar 15 Singles produzierte er für Dennie Christian. Mit einem Rang 3 belegte dessen – und von Hendrik produzierte – Version von Rosamunde im Januar 1975 die höchste Platzierung der 3 Hits.

### Wolfgang Petry
Tony Hendrik lernte 1973 Karin Sabine Hartmann-Eisenblätter (* 17. Januar 1950) kennen. Die Karriere von Wolfgang Petry wäre ohne das Team Hendrik/Hartmann-Eisenblätter nicht denkbar gewesen. Anfang 1975 unterschrieben beide einen Vertrag mit dem Schlagersänger und Musikproduzenten Andreas Martin Krause, der sie dem noch unbekannten Wolfgang Petry vorstellte. Beide schrieben und produzierten für Petry dessen Debüt-Album Ein Freund – ein Mann (Dezember 1976), aus dem die Titel seiner ersten Single Jeder Freund ist auch ein Mann / Wer kennt Julie? (Dezember 1976) ausgekoppelt wurde; auch die zweite Single Sommer in der Stadt stammte aus dieser LP und war mit Rang 16 (September 1976) der erste Hit für Petry. Hiermit trat er am 31. Juli 1976 in der ZDF-Hitparade auf. Es folgte die LP Zweisaitig (Mai 1979) mit der Single Ruby (Dezember 1977). Die Singles Wenn ich geh‘ (Mai 1979) oder Jessica (März 1981, Rang 8) folgten. Das Team Hendrik/Hartmann zeichnete auch verantwortlich für die LPs Einfach Leben (September 1981) und Wahnsinn (Juli 1983) mit der gleichnamigen Single (Februar 1983) als Erkennungs-Hit für Petry. Insgesamt produzierten sie für ihn 20 Singles und 7 LPs bis 1984, das waren 43 Titel.

### Weitere Produktionen

Monza (Dieter Bohlen) – Hallo Taxi Nummer 10

Im Jahr 1977 produzierten Hendrik/Hartmann für Juliane Werding deren LP Oh Mann, oh Mann... (Singles: Da staunste, was?; Oh Mann, Oh Mann / komponiert von Hendrik). Auch die nachfolgende LP Ein Schritt weiter mit der Single Hotel Royal (1978) wurde von ihnen überwacht. Für das Duo Monza schrieben und produzierten sie Hallo Taxi Nummer 10 (1978). Monza bestand aus Holger Garboden und – dem noch unbekannten – Dieter Bohlen. Es war dessen erste Schallplatte, die noch ohne Resonanz blieb.
Dann begannen Hendrik/Hartmann ihre Arbeit mit À La Carte, einem von Hendrik zusammengestellten Girl-Trio mit wechselnder Besetzung. Die erste Single When the Boys Come Home (März 1979) war ausgekoppelt aus der LP Do Wah Diddy Diddy Round (März 1980). Es folgten Doctor Doctor Help me Please (Oktober 1979), Ring Me Honey (September 1980), You Get me on The Run (Januar 1981), River Blue (Juni 1981), die LP Viva À La Carte (November 1981) mit der Auskopplung In the Summer Sun of Greece (April 1982), die Singles Ahé Tamouré (Juli 1982), Radio (Januar 1983), LP Rockin’ Oldies (Oktober 1983) mit Auskopplung On the Top of Old Smokie (September 1983) oder Jimmy Gimme Reggae (1984). Nur wenige Singles erreichten mittlere Hitparadenplätze. Für das Trio produzierten beide insgesamt 38 Titel.
Die Karriere des international zusammengesetzten Männer-Trios Bad Boys Blue begann in Köln, wo es von Hendrik gegründet wurde. Ihre erste, im November 1984 veröffentlichte Single L.O.V.E. In My Car floppte zwar, doch bereits der Nachfolger You’re a Woman (produziert und komponiert von Hendrik/Hartmann) konnte sich im Sommer 1985 auf Rang 8 der deutschen Hitparade platzieren und erreichte in der Schweiz Rang 2 sowie Österreich gar die Spitze der Charts. Die Single wurde aus der Debüt-LP Hot Girls, Bad Boys (November 1985; aufgenommen im Helmuth Rüßmann-Studio, Hennef) ausgekoppelt. Fortan entstanden LPs im Jahresrhythmus, angefangen bei Heart Beat (Oktober 1986), Love is no Crime (Oktober 1987), die wie die folgenden im Coconut-Studio Hennef entstand, nämlich My Blue World (Oktober 1988) und The Fifth (Oktober 1989). 79 Titel produzierten Hendrik/Hartmann insgesamt für Bad Boys Blue.
Die erfolgreichste Produktion des Teams Hendrik/Hartmann war der Eurodance-Hit What Is Love für Haddaway. Der am 18. Januar 1993 in Deutschland auf den Markt gekommene Song wurde von Dee Dee Halligan (Pseudonym von Hendrik) und Junior Torello (Karin Hartmann) geschrieben und im eigenen Coconut Studio (Hennef) produziert. Er gelangte in Deutschland und Großbritannien bis auf Platz 2 der Hitparade und konnte Rang 1 in 13 anderen Ländern belegen. Alleine in Deutschland wurden 900.000 und in den USA über 500.000 Exemplare verkauft, weitere 400.000 in Großbritannien, weltweit 2,6 Millionen Exemplare. Der Titel erhielt zwei Echo-Preise. Haddaway ließ sich 27 Titel vom Coconut-Team produzieren.

## Eigenes Plattenlabel
Hendrik gründete im Januar 1981 zusammen mit Karin Hartmann-Eisenblätter in Hennef Coconut Records, eine gleichnamige Musikproduktionsgesellschaft und später auch ein Tonstudio. Beide Gründer arbeiteten unter verschiedenen Pseudonymen als Produzenten und Komponisten (Hendrik als Dee Dee Halligan, Hartmann-Eisenblätter als Junior Torello oder Karin van Haaren). Als eine der ersten Interpreten für ihr Label entdeckten sie „À La Carte“ und die „Bad Boys Blue“. Auch Wolfgang Petry brachte zeitweise Platten bei Coconut Records heraus. Erfolgreichster Song im Katalog war Haddaway mit What is Love. Beide Gründer verkauften Coconut im Januar 2007 an Coconut Music Ltd. & Co. KG, die einer internationalen Investorengruppe gehört.

## Diskografie (eigene Platten)
Als Tony Hendrik / Tony Hendrik Four / Tony Hendrik Five:

### Singles
- Big Boss Man / Early Bird (1966)
- O Sole Mio / Down by the Riverside (Columbia 23 477; April 1967)
- Merry-Go-Round / Mistreated Man (Columbia 23 620; Dezember 1967)
- There Is A Tavern in The Town / I’ve Said My Say (Columbia 23 742; April 1968)
- The Grooviest Girl in the World / Majestic World (Vogue 14841; März 1969)
- Work All Day / Honey Sunny Baby (Vogue 14942; November 1969)
- Renée / Mr. G (Vogue 11052, 1970)
- Rovin’ Man / Hey, Carolina Mary (Vogue 11182; 1971)
- Baby, How Are You / Some Kinda Fun (Hansa Records 12 330; Oktober 1972)

### LP
- Nightflight (Columbia SMC 74255; 1967)